# Mouleydier

Mouleydier este o comună în departamentul Dordogne din sud-vestul Franței. În 2009 avea o populație de 1.053 de locuitori.

## Evoluția populației
| An        | 1975 | 1982 | 1990  | 1999  | 2006  | 2009  |
| --------- | ---- | ---- | ----- | ----- | ----- | ----- |
| Populație | 983  | 966  | 1.049 | 1.059 | 1.008 | 1.053 |